# Det gyllene skinnet
Den här artikeln handlar om en film. För den mytologiska berättelsen varpå filmen är baserad, se Gyllene skinnet.
Det gyllene skinnet (engelska: Jason and the Argonauts) är en brittisk äventyrs- och fantasyfilm från 1963 i regi av Don Chaffey. I huvudrollerna ses Todd Armstrong, Nancy Kovack, Honor Blackman och Gary Raymond. Filmen är känd för Ray Harryhausens stop motion-effekter och anses både som Harryhausens bästa film och en av de bästa filmerna baserade på den grekiska mytologin. Filmen är baserad på dikten Argonautica, skriven av Apollonios Rhodios på 200-talet f.Kr.

## Handling

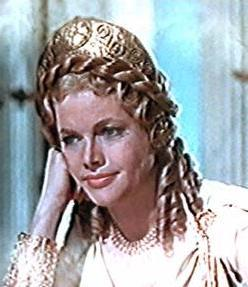
Honor Blackman som Hera.

Filmen följer den legendariske hjälten Jason (Todd Armstrong), som reser till världens ände på jakt efter det gyllene skinnet, vars magiska krafter kan hjälpa honom att återta sin faders rike från usurpatorn Pelias (Douglas Wilmer), som stal det för honom för 20 år sedan. Med ombord på skeppet Argo är Jasons argonauter, som består av skeppsbyggaren Argos (Laurence Naismith), den lömske Acastus (Gary Raymond), den vise Hylas (John Cairney) och den starke Hercules (Nigel Green). Utöver detta har han en staty av gudinnan Hera, som kan ge honom upp till fem goda råd på resan.
Längs vägen förälskar Jason sig i Medea (Nancy Kovack), och hamnar i stora svårigheter. Han måste kämpa mot två flygande harpyor, den gigantiska bronsmannen Talos, krossande klippor, havsguden Triton, den sjuhövdade Hydra och sju svärdsbeväpnade skelett. Jason, som har satt upp Heras huvud på masten på båten för att vara nära henne, använder snabbt upp sina fem gånger hon kan få dem ur besvärliga situationer, och då måste de också klara sig själva. Från Olympen följs Jasons företag med spänning av de grekiska gudarna, inklusive Zeus (Niall MacGinnis), Hera (Honor Blackman) och Hermes (Michael Gwynn).

## Om filmen
Det gyllene skinnet togs väl emot av filmkritiker och har fått sammanlagt 93 % positiva omdömen på Rotten Tomatoes, baserat på 41 recensioner.
Effekterna i denna film, speciellt den levande bronsstatyn med känslor i ansiktet, anses vara mycket imponerande för att vara gjorda 1963.[källa behövs] I april 2004 rankade tidningen Empire Talos som tidernas näst bästa film-monster, efter King Kong. Ray Harryhausen själv ansåg filmen som sin mest lyckade.
Kritik har framförts mot filmen för att den tonar ner Medea, som hade en viktig roll i ursprungsverket, till att endast vara "en jungfru i nöd".

## Rollista i urval
- Todd Armstrong - Jason
- Nancy Kovack - Medea
- Gary Raymond - Acastus
- Laurence Naismith - Argos
- Niall MacGinnis - Zeus
- Honor Blackman - Hera
- Michael Gwynn - Hermes
- John Cairney - Hylas
- Nigel Green - Hercules
- Douglas Wilmer - Pelias
- Jack Gwillim - Kung Aietes
- Patrick Troughton - Phineas
- Andrew Faulds - Phalerus